# Zenevredo
Zenevredo (lombardul: Zanavré) település Olaszországban, Lombardia régióban, Pavia megyében. Lakosainak száma 498 fő (2023. január 1.). Zenevredo Arena Po, Bosnasco, Montù Beccaria és Stradella községekkel határos.

## Népesség
A település lakossága az elmúlt években az alábbi módon változott:
| Lakosok száma | 477  | 476  | 498  |
|               | 2017 | 2018 | 2023 |